# 校務分掌

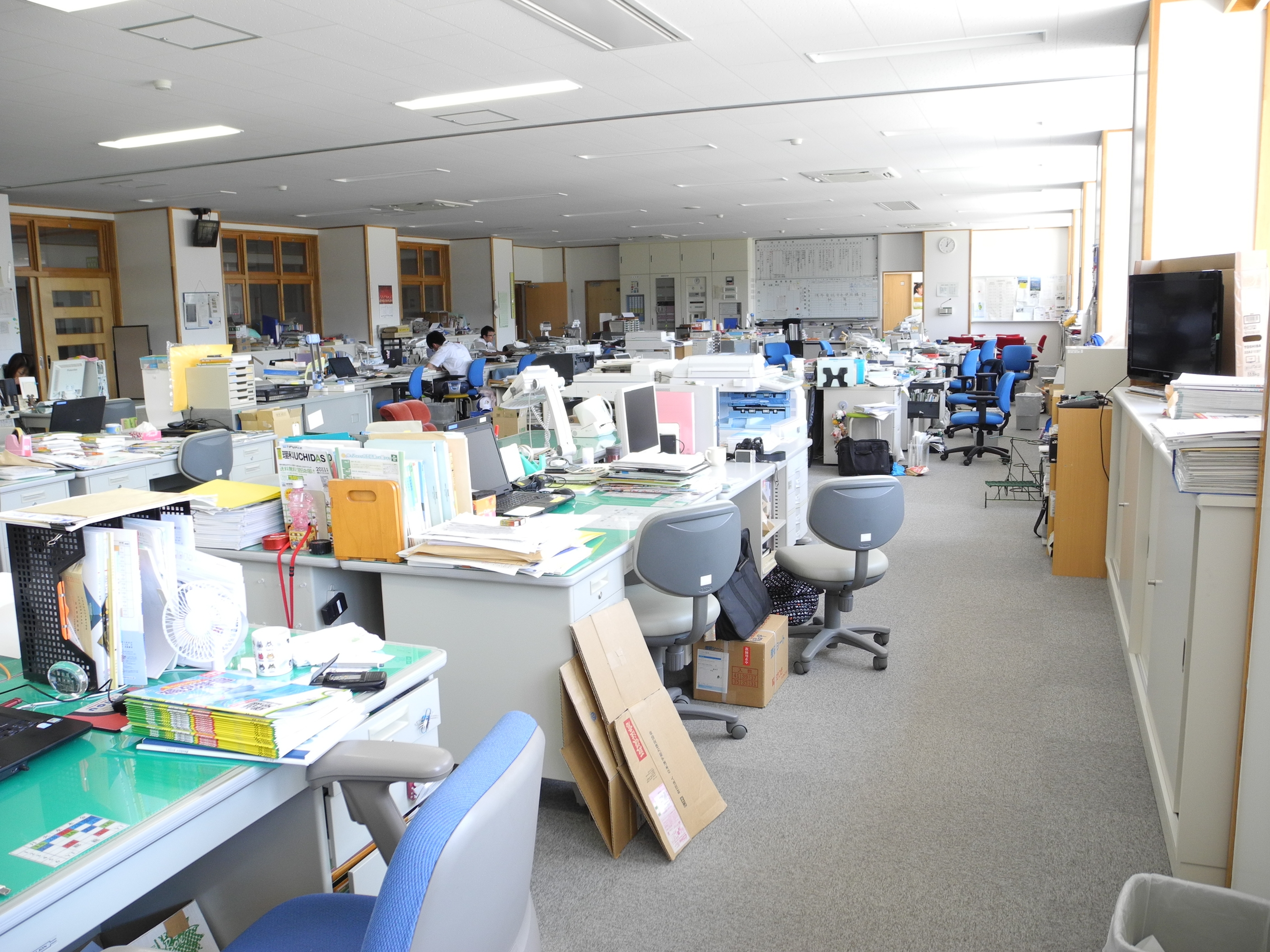
分掌組織の中心となる「職員室」

校務分掌（こうむぶんしょう）とは、学校内における運営上必要な業務分担である。業務分担のために編制された組織系統を指すこともある。児童・生徒の生活・進路の指導や時間割の作成、保護者団体や同窓会など外部団体との交渉・調整などについて、それぞれを担当する分掌組織が中心となって業務を行う。
各分掌組織は○○部・○○課などの名称となっていることが多く、どの分掌組織がどのような役割を有するかは学校により異なることもある。各分掌組織の責任者は「部長」「課長」「主任」「主事｣などと呼ばれ、各分掌組織の構成職員と共に、校長が決定する。非常勤の職員を除き、ほとんどの職員がいずれかの分掌組織に所属する（学級担任を校務分掌の1つと数える場合もある）。1人の職員が複数の分掌組織に重複して所属する場合もある。
法令上は校長や教育委員会の業務であっても、個々の学校や児童・生徒に関わる業務の多くは、担当分掌組織が立案し、校長の決裁を経た後に実施、若しくは教育委員会へ報告され、報告に基づき教育委員会が実施する。
教頭、事務長および各分掌組織の責任者で構成される運営委員会（名称は学校により異なることがある）は、各分掌間の連絡・調整、重要な事案に関する校長の諮問機関として機能する。

## 主な校務分掌
各分掌組織の名称・役割・設置の有無は学校により異なることがある。また、例えば保健が生活指導に、情報システムが教務あるいは進路指導に統合されているなど、編制の仕方も学校の実情に応じて様々である。
- 総務・庶務
年間日程調整、式典（入学式・卒業式・始業式など）の企画、保護者団体（PTAや育友会など）・同窓会との連絡・調整、学校広報紙の作成、防消火避難訓練の計画・実施など
- 教務
教育課程(カリキュラム)の検討、時間割の作成、児童・生徒の学籍・成績評価に関する事務処理、教科書に関する事務処理、定期考査の運営など
- 生徒指導・生活指導
校則などの検討、児童・生徒の校内生活・校外生活上の指導指針の作成、補導、交通安全指導、拾得遺失物の管理など
- 特別活動指導
生徒会・児童会（やこれら主体の学校行事の運営）、部活動の統括など[2]。上記生徒指導・生活指導と兼ねる場合が多い
- 進路指導
進学・就職活動の支援、進学・就職情報の収集と広報、進路に関する統計、模擬試験・模擬面接の計画・実施など
- 保健
保健室の管理、健康・身体に関する統計、身体測定・各種検診の計画・実施、学校医との連絡・調整など

生徒指導部の中に保健係として置かれる学校もある
- 図書
図書館・図書室の管理・運営、読書指導、視聴覚器材の管理など
- 人権教育・同和教育
人権教育・同和教育の計画・実施、研修の計画・実施など。自治体により取り扱いの差が非常に大きい。
- 情報システム
情報機器・校内LANの管理、学校ホームページの作成など
- 事務
施設・設備の管理・営繕、出納、給与管理、財産管理、契約など。事務に関しては行政職である学校事務職員及び現業職である学校用務員が行うのが通常であり、教育職の校務分掌として置いている学校は少ない
- 研修
教職員の研修の計画・実施など。教育実習も含む。